# El día del doctor
El día del doctor (The Day of the Doctor) es un episodio especial de la longeva serie de televisión británica Doctor Who que celebró el 50 aniversario de la primera emisión de la popular ficción.
Steven Moffat, show runner de la serie desde 2010, es el autor del episodio, y el director es Nick Hurran. Tiene una duración de 76 minutos y fue emitido el 23 de noviembre de 2013 en 3D por el canal de televisión británico BBC One, y proyectado en varios cines en Reino Unido y el resto del mundo.
La trama del episodio narra cómo el Undécimo Doctor se reúne con su décima encarnación en una aventura que les llevará a enfrentarse a algo terrible que ha despertado en la National Gallery de Londres en el año 2013, así como a lidiar con un complot asesino en la Inglaterra isabelina y al espacio exterior, donde una antigua batalla llega a su conclusión. Todo ello a la vez que el peligroso pasado del propio Doctor vuelve para perseguirle.
Aunque en un breve cameo de unos segundos sin diálogo, supuso la primera aparición de Peter Capaldi como el Duodécimo Doctor antes de su debut oficial en el siguiente episodio. Además completó el círculo de regeneraciones al mostrar el inicio de la regeneración del Doctor Guerrero hacia el Noveno Doctor, y se cambió retroactivamente la continuidad de la serie en lo relativo a Gallifrey y los Señores del Tiempo. El episodio fue emitido simultáneamente en 94 países, consiguiendo un récord Guiness gracias a ello, además de ser proyectado en más de 1500 salas de cine de todo el mundo, en las que consiguió buenos datos de taquilla. Además, El día del Doctor obtuvo dos galardones BAFTA.

## Argumento

### Precuelas
En la primera precuela, titulada La noche del Doctor se narra cómo el Octavo Doctor perece en el planeta Karn al intentar salvar a una piloto de una nave espacial de un accidente. Tras ser resucitado brevemente por la Hermandad de Karn, su suma sacerdotisa le ofrece la posibilidad de regenerarse en una encarnación que tome parte en la Guerra del Tiempo y el Doctor elige regenerarse en "un guerrero". En la segunda, nombrada El último día, se cuenta desde los ojos de un soldado de Gallifrey la caída de la ciudad de Arcadia a manos de los Daleks.

### Episodio
La trama entrelaza tres hilos argumentales, situados en Londres en el año 2013, la Inglaterra isabelina y la caída de Arcadia, la segunda ciudad de Gallifrey, en el último día de la Guerra del Tiempo.
En la escuela Coal Hill, Clara Oswald (Jenna Coleman) recibe un mensaje del Undécimo Doctor (Matt Smith) y regresa a la TARDIS, que por orden real es remolcada en helicóptero a la Galería Nacional en Trafalgar Square, donde son recibidos por Kate Stewart (Jemma Redgrave). El Doctor recibe unas instrucciones, preservadas por Isabel I de Inglaterra (que proclama ser su esposa), junto con un cuadro en tres dimensiones que representa el último día de la Guerra del Tiempo, titulado al parecer o bien Nunca más o bien Gallifrey cae, amén de otros cuadros con la misma tecnología. Las instrucciones también nombran al Doctor conservador de la Galería Nacional para proteger los tesoros que Isabel I pensaba que nadie más podía proteger. Los cristales de los otros cuadros 3D aparecen rotos desde dentro y las figuras que en ellos había han desaparecido. Posteriormente descubren que los alienígenas cambia-formas Zygons, conservados en las viejas imágenes, están iniciando una invasión. Para derrotarlos, UNIT planea detonar una cabeza nuclear en Londres bajo su base en la Torre de Londres que contiene varios artefactos extraterrestres y está protegida para que la TARDIS no pueda aterrizar en ella.
Mientras tanto, en medio de la Guerra del Tiempo, el Doctor Guerrero (John Hurt) ve cómo Gallifrey está cayendo ante una invasión Dalek y decide activar un arma de destrucción masiva conocida como El Momento, que es descrito como un "devorador de galaxias", y que cual destruirá a las dos razas beligerantes por completo. El arma tiene una conciencia que se aparece ante el Doctor Guerrero con la forma de su futura acompañante Rose Tyler (Billie Piper), en la versión del Lobo Malo (El momento de la despedida), para hacerle ver si el aniquilamiento en masa que planea llevar a cabo es realmente correcto, abriendo un vórtice temporal con la intención de mostrarle qué será de él en el futuro y las consecuencias de este acto.
En la Inglaterra Isabelina, el Décimo Doctor (David Tennant) y una joven Isabel I (Joanna Page) también se encuentran amenazados por los Zygons. Se les unen el Doctor Guerrero y el Undécimo Doctor, que han saltado a través del vórtice temporal, y los tres son encerrados en la Torre de Londres. Allí, el Undécimo Doctor comunica a sus acompañantes del presente el código para activar un manipulador del vórtice legado en el pasado a UNIT por Jack Harkness. Esto le permite a Clara escapar de los Zygons, viajar en el tiempo y liberarlos de la Torre. Los tres Doctores y Clara descubren cómo los Zygons se ocultaban durante siglos en los cuadros y utilizan el mismo método para entran a la base de UNIT, donde activan un borrador de memoria, haciendo que los humanos y los Zygons olviden quién es humano y quién Zygon con forma humana, obligando así a ambos a hacer un tratado de paz en lugar de buscar soluciones extremas.
El Doctor Guerrero, creyendo que ya conoce las consecuencias y ha decidido lo correcto, procede con su intención de detonar el devorador de galaxias. Sin embargo, sus dos encarnaciones posteriores le convencen de que cambie de opinión y busque una solución alternativa. En su lugar, convocan a todas las encarnaciones del Doctor (incluida una aún desconocida (Peter Capaldi)) quienes, trabajando en equipo, encierran temporalmente a Gallifrey en un punto desconocido del espacio y el tiempo, haciendo que los Daleks se destruyan los unos a los otros al dispararse entre sí con la desaparición repentina del planeta que atacaban. El Doctor Guerrero expresa aprobación hacia las encarnaciones en que se convertirá, y tanto él como el Décimo Doctor se marchan en sus respectivas TARDIS, donde el primero, tras notar que su cuerpo estaba "algo gastado" (ver The Tenth Planet), inmediatamente comienza a regenerarse en el Noveno Doctor. Por la disrupción de las corrientes temporales, los dos Doctores del pasado saben que no recordarán que el Doctor Guerrero salvó Gallifrey, y que ambos le recordarán destruyéndolo.
Al final, el Undécimo Doctor conoce al misterioso conservador del museo (Tom Baker), que comparte un increíble parecido con su cuarta encarnación, quien le cuenta que el título del cuadro no era ni Nunca más ni Gallifrey cae, sino una sola frase: Gallifrey cae, nunca más, dando la pista de que el plan de salvar el planeta funcionó y que el futuro del Doctor consiste en encontrarlo. El episodio concluye con un guiño a la historia de la serie cuando el Doctor describe un sueño que ha tenido en el que todas sus encarnaciones aparecen juntas, anunciando que a partir de ese momento se dedicará a buscar Gallifrey para volver a casa.

### Continuidad

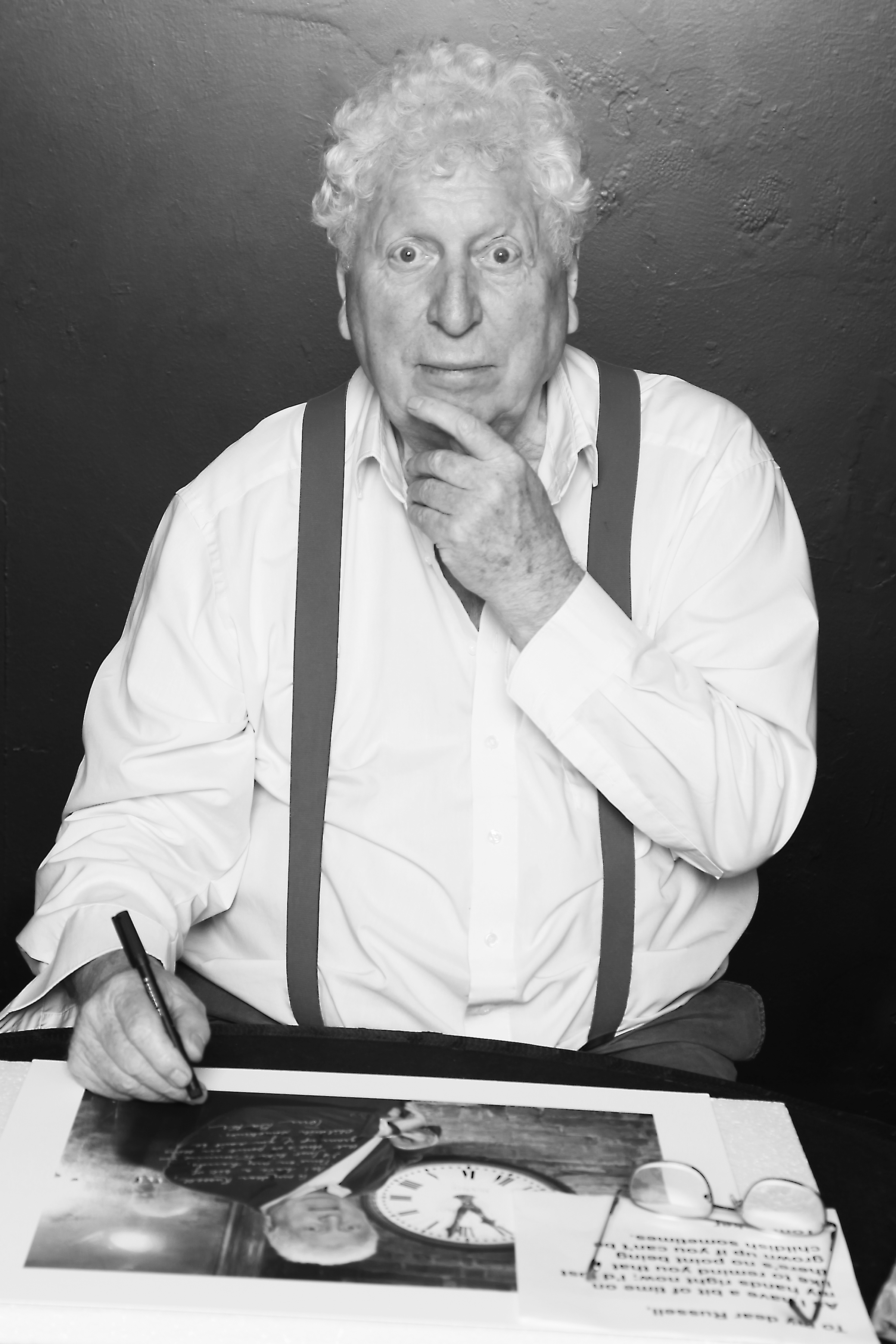
El personaje que interpreta Tom Baker fue motivo de especulación entre los medios y los aficionados al programa, ya que no se concreta si es el Doctor u otro rol diferente.

Al ser episodio de celebración de aniversario, contiene varias referencias al pasado de la serie.
La secuencia de apertura es una versión en 16:9 de la misma del primer episodio, añadiendo el logotipo actual de la BBC. Además en la primera escena, que comienza siendo en blanco y negro, se nos muestra el almacén de Totter’s Lane, donde se ocultaba la TARDIS en el primer serial, An Unearthly Child, y la primera escena es un calco de aquella primera escena, con un policía pasando junto al letrero. También aparece el colegio Coal Hill, centro donde la nieta del Doctor, Susan Foreman, acudía a clase y que ahora es dirigido por un tal I. Chesterton.
Cuando el Undécimo Doctor accede a la línea temporal del Décimo, le pide a éste que ambos utilicen sus destornilladores sónicos para "revertir la polaridad" del agujero de gusano que les ha comunicado. Esa solución era frecuentemente aplicada por el Tercer Doctor en sus historias, tanto que llegó a considerarse su latiguillo. Tanto el Décimo Doctor como el Undécimo Doctor también utilizan sus frases características (Allons-y y ¡Gerónimo! respectivamente) cuando aplican su plan para salvar Gallifrey. (El viaje de los condenados, El fin del tiempo, En el último momento, etc.)
Durante el "error con los fondos de pantalla" de la TARDIS causado cuando los tres Doctores entran en ella, la pared interior aparecen decorada con círculos como en el decorado de la serie clásica, cuya utilidad ninguno de los Doctores conoce. El Décimo Doctor proclama, ya en la sala de control del Undécimo, que no le gusta la redecoración, igual que el Segundo Doctor lo dice de la del Tercero en The Three Doctors y como el Undécimo le dijo a Craig en Hora de cerrar al ver la nueva decoración de su casa. El número de teléfono de la TARDIS es el mismo que el que aparece en La Tierra robada.
En El fin del tiempo, el Décimo Doctor admite haberse casado con Isabel I, refiriéndose a ella como La Buena Reina Bess, algo que ocurre en este episodio. En El código Shakespeare, una anciana Isabel pide airadamente la cabeza del Décimo Doctor, algo que éste no comprende puesto que la boda y posterior huida es un suceso que ocurre en su futuro personal. La reina Isabel I también apareció en el serial del Primer Doctor, The Chase.
La última frase que dice el Décimo Doctor antes de volver a su línea de tiempo es la misma que pronuncia justo antes de regenerase: "I don't wanna go" ("No me quiero ir").
El manipulador del vórtice que hay en el Archivo Negro y que utiliza Clara, perteneció al capitán Jack Harkness y fue legado a UNIT tras una de sus aparentes muertes. Además, la combinación de números que el Undécimo Doctor envía a Clara para utilizarlo es 1716231163, un guiño al primer episodio, que fue emitido a las 17:16 del 23 de noviembre de 1963. Igualmente se puede ver que un reloj que Clara pasa cuando va en busca del Undécimo Doctor marca las 17:16, también como referencia a la hora en la que el primer capítulo fue estrenado.
El fez que el Undécimo Doctor encuentra en la National Gallery tiene cierta relevancia en la trama. La obsesión de la undécima encarnación del Doctor por esta prenda se inició en el episodio El Big Bang y continuó en diversas ocasiones desde ese momento; a su vez, se usó en el episodio como auxiliar para que el público pueda entender los diversos giros temporales de la trama.
Entre los objetos que se observan en el Archivo Negro de UNIT se encuentran los zapatos de River Song en El tiempo de los ángeles, las abrazaderas magnéticas que el Instituto Torchwood utilizó en El día del Juicio Final y la cabeza de un Cybermen versión de Empresas Cybus, que aparecieron entre La ascensión de los Cybermen y Hora de cerrar.
En los archivos de la base de UNIT hay una pizarra con varias fotos de los acompañantes anteriores del doctor.
Por último hay que mencionar que la científica del UNIT que aparece en el capítulo tiene una bufanda igual a la del Cuarto Doctor, al Undécimo Doctor le parece una prenda bonita.

## Producción

### Concepción y desarrollo
Anteriormente, para la serie se rodaron episodios especiales con motivo de la celebración de años señalados: The Three Doctors cuando la serie cumplió diez años en antena y The Five Doctors cuando llegó a los veinte. En 1993, cuando la serie cumplió treinta años, no hubo serial puesto que la ficción había sido cancelada en 1989, pero BBC emitió, para su campaña de caridad Children in Need, un episodio crossover con la serie EastEnders llamado Dimensions in Time. La peculiaridad de estos tres episodios es que varias encarnaciones del Doctor se encuentran entre ellas viviendo aventuras. En lo que supuso el cuadragésimo aniversario en 2003, no se realizó ningún evento, pero BBC aprovechó la celebración para informar de la vuelta a la producción de la serie, que se llevaría a cabo dos años después.
BBC anunció la producción del episodio que serviría como celebración del cincuenta aniversario de la serie, junto con el docudrama An Adventure in Space and Time, escrito por Mark Gatiss, que narra cómo se gestó la ficción en el año 1963. Moffat comenzó a escribir el guion a principios de 2013, sin restricción ninguna por parte de los directivos de la BBC conforme a la duración del episodio. El guionista escocés declaró estar «bajo tremenda presión para no defraudar (a los fans)». Para Moffat «normalmente ningún episodio se puede hacer del gusto de todos. [...] Pero no quiero que nadie se sienta defraudado por un episodio de gran aniversario. Así que eso es muy duro.» Sobre si la historia trataría sobre la reunión de varias encarnaciones del Doctor como en seriales anteriores, el guionista no rechazó la posibilidad, declarando que «si tienes una buena historia en la que el motor es el hecho de que un hombre vive la misma aventura en varios puntos diferentes de su vida, sería una pena no hacerlo. Pero no se puede hacer un episodio especial como si fuera simplemente una reunión. Eso no es una historia, es una fiesta. No tengo nada en contra de las fiestas, pero no son muy divertidas de ver. Si tuviese una historia realmente buena, entonces sí». En marzo, el intérprete principal Matt Smith confirmó que el guion estaba listo y que él ya lo había leído, mostrándose entusiasmado y satisfecho con él. También reveló una pista a los fanes, diciendo que la palabra "pinturas" era importante en la trama. Con el guion ya finalizado, Moffat aludió de nuevo a que la trama del episodio no sería una «fiesta de reunión» y que «no podía construir el episodio sólo mirando hacia atrás, sino que en realidad sería el comienzo de una nueva historia». El episodio cuenta con la aparición de los Zygons, una raza alienígena introducida en el serial Terror of the Zygons. BBC confirmó también la aparición de los Daleks. Moffat comento sobre la aparición de los icónicos villanos que «el Doctor dijo una vez que se puede juzgar a un hombre por la calidad de sus enemigos, por lo que es lógico que para este episodio tan especial, deba hacer frente a sus mayores enemigos».
Nick Hurran confirmó que sería el encargado de la dirección del episodio, durante el Festival de Cine de Glasgow de 2013. El director británico, que previamente había dirigido los episodios de la serie La chica que esperó, El complejo de Dios, El manicomio de los Daleks y Los ángeles toman Manhattan, declaró estar encantado por haber sido elegido para dicha tarea.

### Elenco
Debido a que anteriores episodios de aniversario habían supuesto la reunión de antiguos actores y personajes, durante los meses previos al rodaje, se preguntó a antiguos intérpretes del Doctor, así como a sus acompañantes y otros personajes de la serie, sobre su interés en formar parte del episodio. John Barrowman, intérprete del capitán Jack Harkness, personaje secundario en la serie y protagonista de su spin-off Torchwood, confirmó que no estaría involucrado en el episodio. Otros actores, que interpretaron a acompañantes del Doctor, como Noel Clarke, Freema Agyeman e, inicialmente, Billie Piper declararon que no habían sido contactados para repetir sus papeles. El periódico Daily Express, en uno de los varios rumores que aparecieron en los medios de comunicación, publicó que El Amo aparecería en el especial, interpretado por Benedict Cumberbatch, aunque dicha información fue posteriormente negada tanto por el actor como por Moffat. John Simm, último actor que dio vida al personaje en la serie declaró que el villano no aparecería, al menos, interpretado por él. Varios meses antes de que comenzara el rodaje, David Tennant y Christopher Eccleston declararon que no sabían nada sobre si estarían o no involucrados en el especial, aunque tampoco estaban en posición de hacer declaraciones al respecto, mientras que Paul McGann se mostró dispuesto a repetir el papel si se lo pidiesen. Daily Mirror llegó a publicar que todos los actores que interpretaron al viajero del tiempo en sus anteriores encarnaciones volverían para el episodio y que incluso se utilizarían imágenes de archivo y técnicas por ordenador para contar con la aparición de William Hartnell, Patrick Troughton y Jon Pertwee, ya fallecidos. No obstante, Peter Davison y Sylvester McCoy declararon que los actores de la serie clásica no habían sido contactados para repetir su rol, quedado su participación centrada en un audio-drama de Big Finish y en una convención organizada por la BBC. Eccleston, por su parte, mantuvo varias reuniones con Moffat sobre su participación en el episodio, pero finalmente declinó aparecer. McGann por otro lado no apareció en el episodio, pero sí en su precuela La noche del Doctor.
Finalmente, en marzo de 2013, BBC confirmó que tanto David Tennant como Billie Piper repetirían sus roles del Décimo Doctor y Rose Tyler en el episodio. También confirmó la aparición del veterano actor John Hurt, que ya apareció brevemente en el episodio final de la séptima temporada El nombre del Doctor. Piper, no obstante, no interpreta a la acompañante, sino a la consciencia viviente del Momento, que toma la forma de ésta, ya que Moffat quiso a la actriz en el especial puesto que la considera una «heroína de Doctor Who» pero a su vez consideraba que la historia de Rose había acabado en la etapa de su predecesor en el cargo de showrunner, Russell T Davies.
El reparto lo completan Joanna Page como la reina Isabel I de Inglaterra, Ken Bones como el General, Orlando James como Lord Bentham e Ingrid Oliver como la científica de UNIT, Osgood. Jemma Redgrave repitió el papel de Kate Stewart, hija del Brigadier Alistair Lethbridge-Stewart, que apareció por primera vez en El poder de tres, Nicholas Briggs volvió a prestar su voz a los Daleks (y a los Zygon también en esta ocasión) y Tom Baker, actor que caracterizó al Cuarto Doctor, realizó una aparición sorpresa interpretando al conservador de la National Gallery de Londres. Imágenes de archivo del resto de intérpretes del Doctor fueron utilizadas en el episodio y durante un breve momento y sin acreditar, Peter Capaldi interpretó por primera vez al Duodécimo Doctor.

### Rodaje

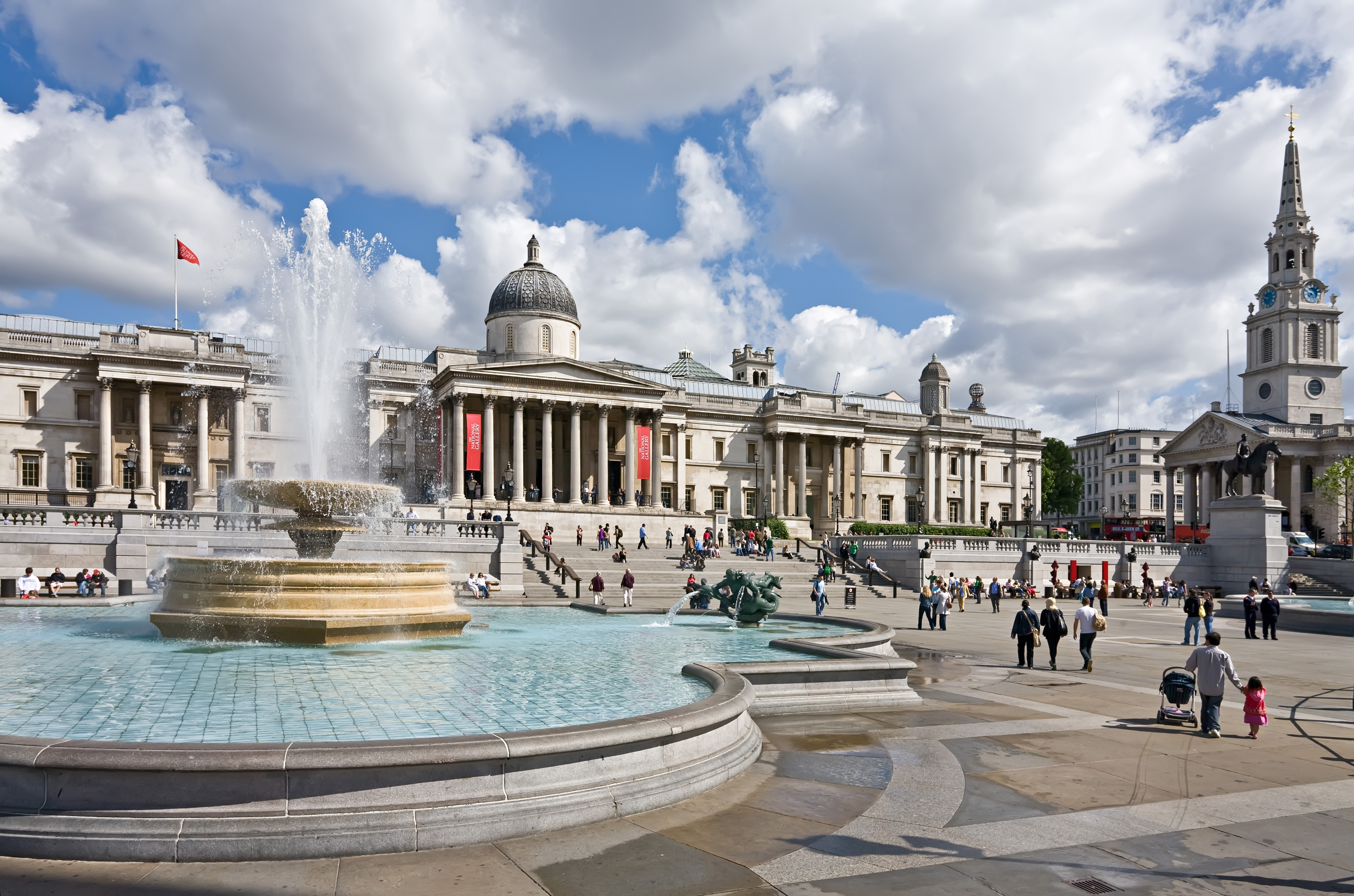
Entre otros, el rodaje tuvo lugar en la icónica Trafalgar Square londinense.

Durante los primeros meses de desarrollo, la BBC anunció que rodaría el episodio en formato 3D, convirtiéndose así en el segundo episodio de la longeva serie en ser filmado y emitido en dicho formato, tras Dimensions in Time. Sobre ello, Moffat aseguró que «la tecnología finalmente se cruza en el camino de Doctor Who para hacer que las televisiones sean ahora más grandes por dentro (En referencia a una broma recurrente sobre la TARDIS). Una nueva dimensión de aventuras para que el Doctor explore».
Debido a la duración del especial, más larga que la de un episodio regular, la filmación se prolongó por más de un mes. El rodaje comenzó la primera semana de abril de 2013, en el sur de Gales, dónde se rueda la mayor parte de la serie desde 2005. El 2 de abril el rodaje se realizó en Neath y BBC mostró la imagen de un Zygon. Posteriormente se rodaron escenas en la Torre de Londres y Trafalgar Square. El Museo y Galería Nacional de Cardiff también se usó como escenario. El 17 de abril, Tennant y Smith grabaron escenas juntos en el castillo medieval de Chepstow, Gales. El 2 de mayo de 2013, varias escenas fueron rodadas en Cardiff representando Totter's Lane y el instituto de enseñanza secundaria Coal Hill, escenarios representados en An Unearthly Child, primer episodio de la serie. La filmación de interiores tuvo lugar en los estudios Roath Lock de Cardiff, donde opera la sucursal galesa de BBC Cymru Wales. El productor Marcus Wilson anunció en su cuenta de Twitter el final oficial del rodaje, el día 6 de mayo de 2013. El título definitivo del episodio, The Day of the Doctor, no se dio a conocer hasta el 11 de septiembre de 2013, varios meses después de concluir la filmación.

### Promoción
En la Comic-Con de San Diego de 2013, Moffat, Gatiss, Coleman y Smith, entre otros, hablaron sobre el especial. El guionista y productor reconoció de forma misteriosa que «había estado mintiendo durante meses» cuando le preguntaron sobre personajes ausentes. Posteriormente, se mostró un tráiler del especial a los presentes en el panel, aunque BBC decidió no publicarlo en Internet posteriormente, lo que levantó cierto malestar entre los fanes, sobre todo los británicos. El 11 de septiembre de 2013, BBC lanzó el póster oficial del episodio, en el que revelaba el nombre y la duración del mismo. El 28 de septiembre, BBC lanzó el hashtag de Twitter #SaveTheDay (Salva el Día) y dos teaser utilizados para promocionar el episodio. Posteriormente se lanzó una campaña para fomentar el uso del hashtag en las redes sociales presentada por un vídeo con Smith y que fue acompañada por el lanzamiento de una web que revelaba contenido del episodio a medida que creciese la popularidad del uso de la etiqueta en Internet.
El 19 de octubre, BBC lanzó un avance especial narrado por Matt Smith, aunque sin imágenes del episodio. Un clip de vídeo del episodio fue mostrado en la gala benéfica Children in Need de BBC, el 15 noviembre. Finalmente, el tráiler oficial fue mostrado en BBC1 y la web de BBC el día 9 de noviembre.

### Celebraciones del 50.º aniversario
BBC acompañó la emisión del episodio especial con una variedad de programas sobre los cincuenta años de la serie para celebrar el aniversario: "El día del Doctor" fue la pieza central y se emitió en BBC One, acompañado del docudrama An Adventure in Space and Time en BBC Two, una versión completamente restaurada del primer serial An Unearthly Child y un programa especial de Culture Show titulado "Me, You and Doctor Who" ("Yo, tú y Doctor Who") presentado por el escritor Matthew Sweet, que exploró el amplio legado cultural del programa. CBBC emitió un programa titulado "12 Again" ("12 otra vez") en el que estrellas pasadas y presentes del programa hablaron sobre sus experiencias, el profesor Brian Cox dio una conferencia televisiva sobre la ciencia en Doctor Who y BBC Three dedicó el fin de semana a los monstruos y villanos de la serie, así como enseñó la "Doctor Who: The Ultimate Guide". El canal de UKTV Watch emitió la undécima parte de la serie de BBC America The Doctor's Revisited ("Los doctores re-visionados") junto con episodios clásicos desde el 12 de octubre. Varios actores y parte del equipo de producción de la serie, entre los que se encontraban Matt Smith, Steven Moffat, Tom Baker, Peter Davison y John Hurt, fueron invitados a una visita a la reina Isabel II en el Palacio de Buckingham.
Además, la cadena organizó una multitudinaria convención para los fanes de la serie en el Centro de Exposiciones ExCeL de Londres durante el fin de semana del 23 de noviembre.
El buscador Google dedicó su doodle a la serie los días 22 y 23 de noviembre, con un pequeño videojuego interactivo.

## Recepción

### Emisión y taquilla

Países que emitieron El día del Doctor de forma simultánea.
Países que lo emitieron por televisión.
Países que lo emitieron en cines.
Países que lo emitieron por televisión y cine.

El episodio fue emitido el 23 de noviembre de 2013, a las 7:50 p. m. (horario británico) en BBC One, así como en salas de cine. Según datos de BBC, el especial tuvo una audiencia provisional de 10,2 millones de espectadores en Reino Unido. La medición definitiva desveló que la audiencia fue de 12,8 millones de espectadores, siendo el episodio más visto desde El siguiente Doctor y el 16º más visto de toda la historia de la serie, clásica o moderna.
La British Board of Film Classification desveló que el episodio había sido calificado como PG (Parental Guidance) por contener violencia moderada y que entre los extras que se calificaron figuran los dos mini-episodios precuela The Last Day (El último día), de 4 minutos de duración y La noche del Doctor. El segundo fue lanzado el día 15 de noviembre en la plataforma de BBC Red Button.
BBC anunció que el especial sería emitido simultáneamente en todo el mundo, siendo los derechos de emisión vendidos a 200 países, con al menos 75 de los cuales emitiéndolo de forma simultánea. En España, la cadena Cinesa emitió de forma no simultánea el episodio en salas de cine en varias ciudades. Por televisión fue transmitido meses después, el 13 de febrero de 2014, por el canal Syfy.  En el caso de México y otros países de América Latina, es la cadena Cinemark la que proyectó esta transmisión. [cita requerida] La emisión resultó en un récord Guiness para la serie por la emisión simultánea en más países hasta el momento.
El especial congregó a los fanes en los más de 1500 cines alrededor del mundo en los que se proyectó. En Reino Unido recaudó, en su corto periodo de estancia en las pantallas, la cifra de 2.91 millones de dólares, la tercera emisión más vista en el país ese fin de semana tras Los juegos del hambre: en llamas y Gravity. En España, las cifras rondaron los $30,700, mientras que en Estados Unidos la taquilla fue de $4.8 millones y vendió más de 320.000 entradas. En televisión, 12.8 millones de espectadores vieron el episodio en directo por BBC One en todo Reino Unido. La web de análisis SecondSync reveló que Doctor Who generó casi 500.000 tuits en Twitter durante la emisión, con el número máximo de ellos producidos al comienzo de la emisión, a 12.939 tuits por minuto.
La versión en BluRay 3D y DVD de El día del Doctor fue puesta en preventa en septiembre de 2013 y lanzada el 2 de diciembre en Reino Unido.
| \| País o continente \| Cadena[79] \| \| ----------------- \| ----------------- \| \| Alemania \| Fox \| \| Finlandia \| YLE \| \| Polonia \| BBC Entertainment \| \| Rusia \| Karousel and NKS \| \| Estados Unidos \| BBC America \| \| Canadá \| Space \| \| Australia \| ABC \| \| Sudamérica[n. 1] \| BBC Entertainment \| \| África[n. 2] \| BBC Entertainment \| \| Asia[n. 3] \| BBC Entertainment \| |                   |
| País o continente | Cadena            |
| Alemania | Fox               |
| Finlandia | YLE               |
| Polonia | BBC Entertainment |
| Rusia | Karousel and NKS  |
| Estados Unidos | BBC America       |
| Canadá | Space             |
| Australia | ABC               |
| Sudamérica | BBC Entertainment |
| África | BBC Entertainment |
| Asia | BBC Entertainment |

### Crítica
El día del Doctor recibió instantáneamente críticas positivas. Ben Lawrence de The Daily Telegraph otorgó al especial una valoración de cinco estrellas, diciendo de él que es "encantador, excéntrico y muy, muy británico". Simon Brew de Den of Geek alabó el especial, describiéndolo como "estupendo" y declaró que "vibraba con la comedia, la ambición y el entretenimiento que ofrecía". Jon Cooper de The Mirror también le dio cinco estrellas al episodio, afirmando que "no sólo da a los fans incondicionales una hermosa reinvención de su show favorito, sino que también da a los espectadores casuales una maravillosa historia y un recordatorio de por qué a todos nos gusta esta serie tanto". La revista SFX valoró con un 5/5 el episodio, señalando que no era perfecto, pero que sus fallos eran pasables. La publicación elogió a los tres Doctores y explicó a sus lectores cómo se vincula el pasado, presente y futuro de la serie a través del episodio.
Jim Shelley del The Daily Mail dijo del episodio que era "una inteligente, caótica y exasperante combinación de detallismo e ingenio y la vez una gran, hueca y pomposa fanfarronada". Sin embargo, no le gustaron los efectos especiales, acusando a la BBC de intentar con ello complacer a la audiencia estadounidense, los Zygons, a los que consideró que no daban "el suficiente miedo", y las escenas entre Matt Smith y David Tennant, que calificó de "irritantes". Chris Taylor de Mashable declaró que el episodio esta "diseñado para complacer a los fans y los recién llegados por igual", y que "demuestra por qué el Doctor está encontrando su camino en cada vez más hogares y corazones". Viv Grospok de The Guardian criticó diversos elementos del episodio, aunque llegó a la conclusión de que "valió la pena".
El episodio consiguió un galardón BAFTA Craft a los mejores efectos especiales y el premio de la audiencia en la gala de los BAFTA 2014.